# Sons of Secret
Sons of Secret est un groupe de heavy metal français, originaire de Troyes, dans l'Aube.

## Biographie
Tout débute en 2006, lorsque cinq amis décident de monter un groupe afin de se réunir autour d'une même passion. La première répétition a lieu en janvier 2007 et elles s'enchainent alors jusqu'en avril où ils donnent leur premier concert dans leur ville de Troyes, dans l'Aube. En octobre suivant sort un premier EP trois titres intitulé Contagion. En septembre 2008 sort The Dancefloor Killers, un premier album qui reprendra les trois titres de l'EP Contagion. Il est enregistré par Seb Brodart au At Ohm studio et masterisé par Axel Wursthorn au Walnut Groove.
Le groupe enchaine les répétitions et les concerts, comprenant une participation au festival Melomanies à Romilly, aux côtés de Hectic Patterns et Ultra Vomit le 9 juillet 2009. Cette année-là sera aussi l'année de la séparation avec le batteur Seb pour divergences d'opinions et ce dernier sera remplacé par Raph « El Rafale » afin de donner un son résolument plus métal au groupe. En avril 2011 sort un second album intitulé French Cuisine, dont un extrait sera proposé par le magazine Metallian. L'album est enregistré au PE Studio par Pierre-Emmanuel Pélisson (Diluvian, Maladaptive) et arrangé par Pierre Le Pape (Wormfood, Melted SDpace). Le mois suivant, le magazine Rock One présentera à son tour le groupe dans la rubrique Demo One, et le groupe sortira ses deux premiers clips : Egotrip le 27 mars 2011, et French Lova le 11 février 2012.
En 2012, Alduane Maño réalise le logo ainsi que le design des tee-shirt du groupe. En juin 2012, le groupe annonce via sa page Facebook la sortie d'un prochain EP en octobre 2012 intitulé La Tumba de la Muerte, suite du morceau El Lago Maldito del los Malditos de l'album French Cuisine. En août 2012, le groupe devait partir aux États-Unis pour une tournée intitulée VIR.US TOUR, financé par les fans via KissKissBankBank, qui est finalement reportée. En septembre 2012, ils sont annoncés en concert au Warm-up Festival le 4 novembre à Vernouillet, dans les Yvelines. En octobre 2012, le groupe présente un nouvel extrait, She's to Die For, issu de La Tumba de la Muerte,. Une fois publié, l'EP est bien accueilli par la presse spécialisée.

## Style musical
Des influences variées de chacun des membres ressort un style musical assez éclectique dans son ensemble pour donner un style particulier, en modernisant un thrash metal en le mélangeant à du groove et du funk. Le cinéma de genre et les séries Z influencent beaucoup le groupe pour des textes décalés en français, anglais et espagnol qui recèlent parfois de quelques références aux films préférés des membres. L'une des particularités du groupe est aussi le look des membres qui arborent le même costume, aussi bien dans leur clips qu'à la scène[réf. nécessaire].

## Membres

### Membres actuels
- Pierre « The Muscle » Lebaillif – chant
- Antoine (Alejandro) – basse
- Doug (Twisted Chuco) – guitare
- Ben (Mr.V) – guitare
- Raph (El Rafale) - batterie

### Anciens membres
- Seb - batterie

## Clips
- Egotrip (tiré de l'album French Cuisine)
- French Lova (tiré de l'album French Cuisine'